# Scharrelpluimveehouderij

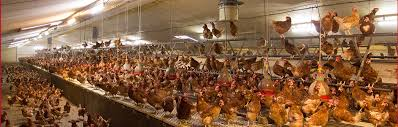
Scharrelkippenstal

De scharrelpluimveehouderij is een huisvestingssysteem voor kippen waarbij de dieren niet in (kleine) kooien worden gehouden, maar in stallen met meer ruimte per dier dan in een legbatterij. Het systeem is ontwikkeld nadat er in de jaren 80 van de twintigste eeuw een verandering plaatsvond in de publieke opinie betreffende dierenwelzijn. In het scharrelhuisvestingssysteem zou de kip meer natuurlijk gedrag kunnen vertonen, waaronder scharrelen. Er wordt onderscheid gemaakt tussen
- scharrelstal en
- stal met vrije uitloop.

Bij de scharrelpluimveehouderij gaat het vooral om legpluimveehouderij. In de vleeskuikenhouderij wordt vrijwel alleen onderscheid gemaakt tussen biologisch en gangbaar. In 2005 werd ruim 16% van alle consumptie-eieren in Nederland gelegd door kippen die gehuisvest zijn in een scharrelhuisvestingssysteem.

## Huisvestingseisen scharrelstal

Scharrel: negen hennen per vierkante meter (binnen)

Voor scharrelhuisvesting gelden strengere eisen omtrent dierwelzijn. De dieren hebben echter geen vrije uitloop en de stal kan bestaan uit maximaal 3 etages. Wel hebben de dieren meer oppervlakte, zodat ze kunnen scharrelen. Hier volgt een aantal minimale eisen die gesteld worden aan stallen waar scharrelkippen worden gehuisvest:
- Grondoppervlakte: maximaal 9 hennen/m², dit exclusief legnesten en zitstokken (18,2 hennen/m² bij legbatterij)
- Scharrelruimte: minimaal 1/3 van de grondoppervlakte is dicht (geen rooster)
- Grond bedekt met strooisel
- Voerbakken: elke hen heeft 10 cm voerbaklengte ter beschikking
- Zitstokken: ten minste 15 cm/kip
- Legnest aanwezig
- Drinkwater: open bakken/goten
- Licht: daglicht, minimaal 10 lux; er mag tot maximaal 17 uur worden bijverlicht
- Mechanische ventilatie is toegestaan
- Preventieve medicatie is toegestaan
- Snavelkappen is toegestaan.

### Verenpikken
Verenpikken behoort bij het normaal sociaal gedrag van kippen. 
Door o.a. verveling, een grote groepsgrootte (max 6000) en weinig bewegingsruimte (9 per m²) kan verenpikken 
uitgroeien tot een probleem van intensief pikken en dat leidt tot kale plekken en soms ook verwondingen aan kammen, lellen en cloaca.
Verenpikken wordt zo veel mogelijk voorkomen door extra afleidingsmateriaal, meer bewegingsvrijheid en een natuurlijk dag-en-nachtritme
Bij kippen met vrije uitloop komt verenpikken minder voor.
Wordt de kip na de intensieve productieperiode als hobbykip in vrije uitloop gehouden, dan herstelt de verenschade zich na twee rui-perioden (2 jaar).

Kippen met niet gekapte snavels uit scharrelkippenstal zonder vrije uitloop na intensieve legperiode (leeftijd 70 weken).
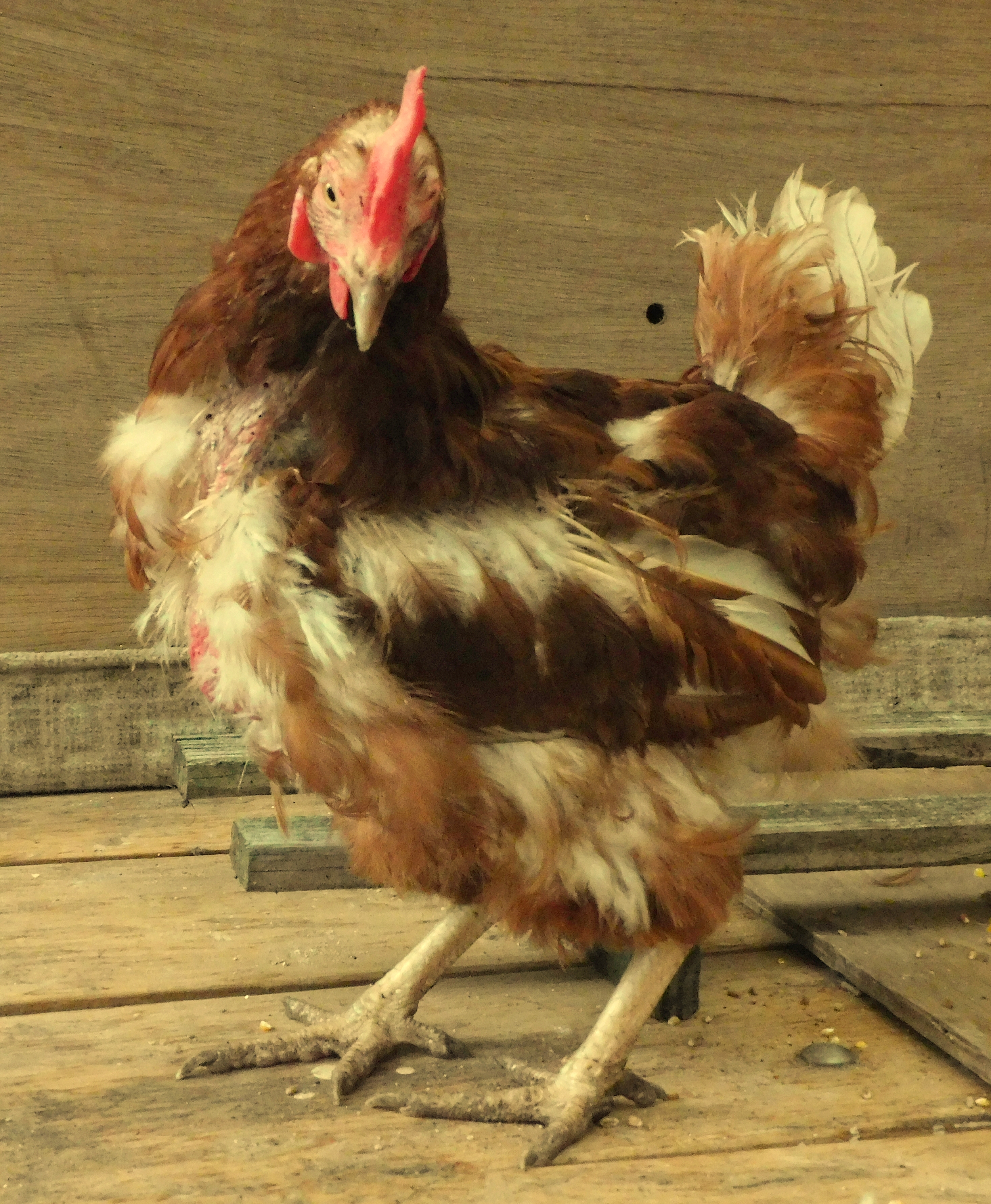
beeld algehele bevedering
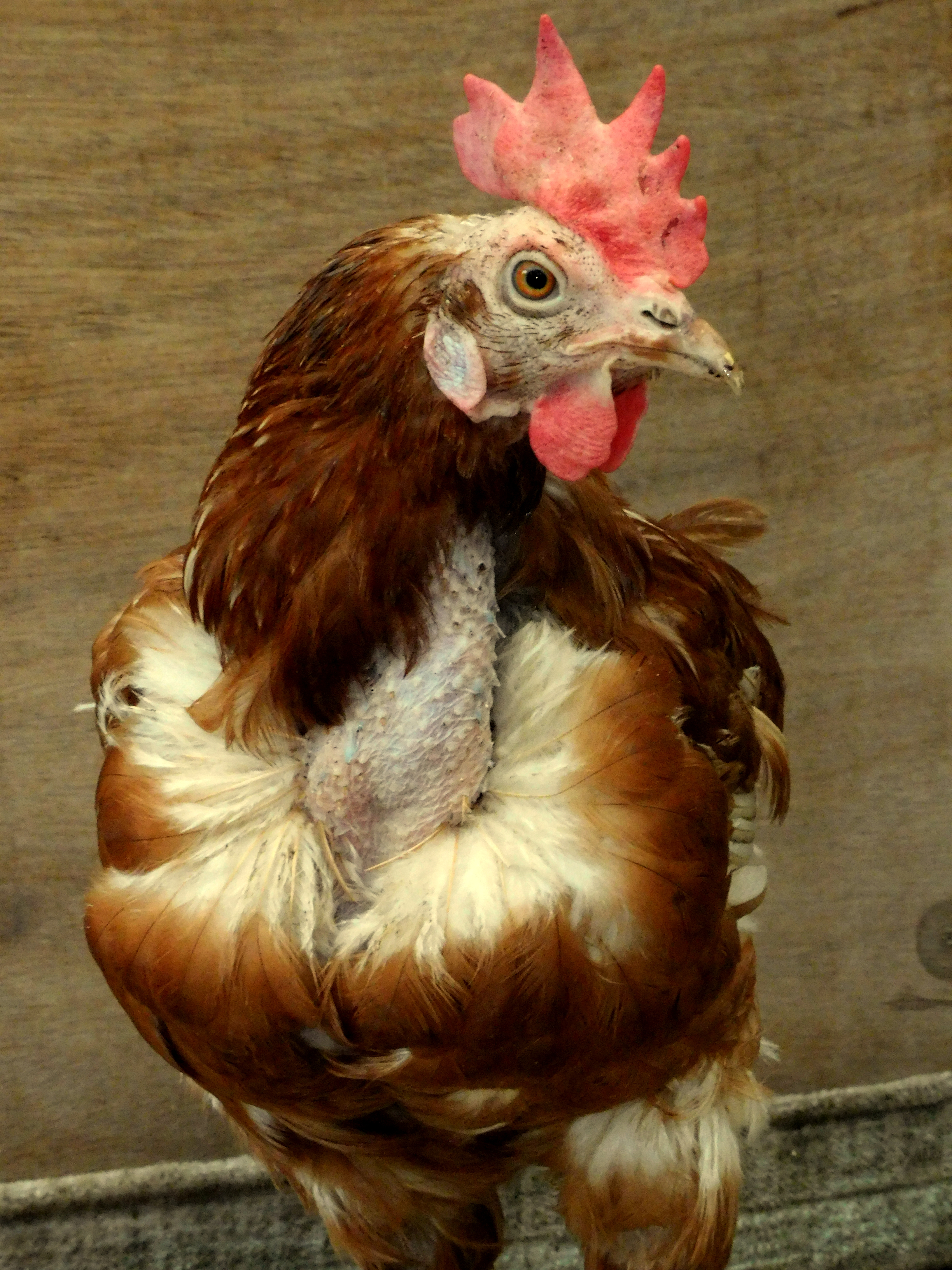
hals en kop
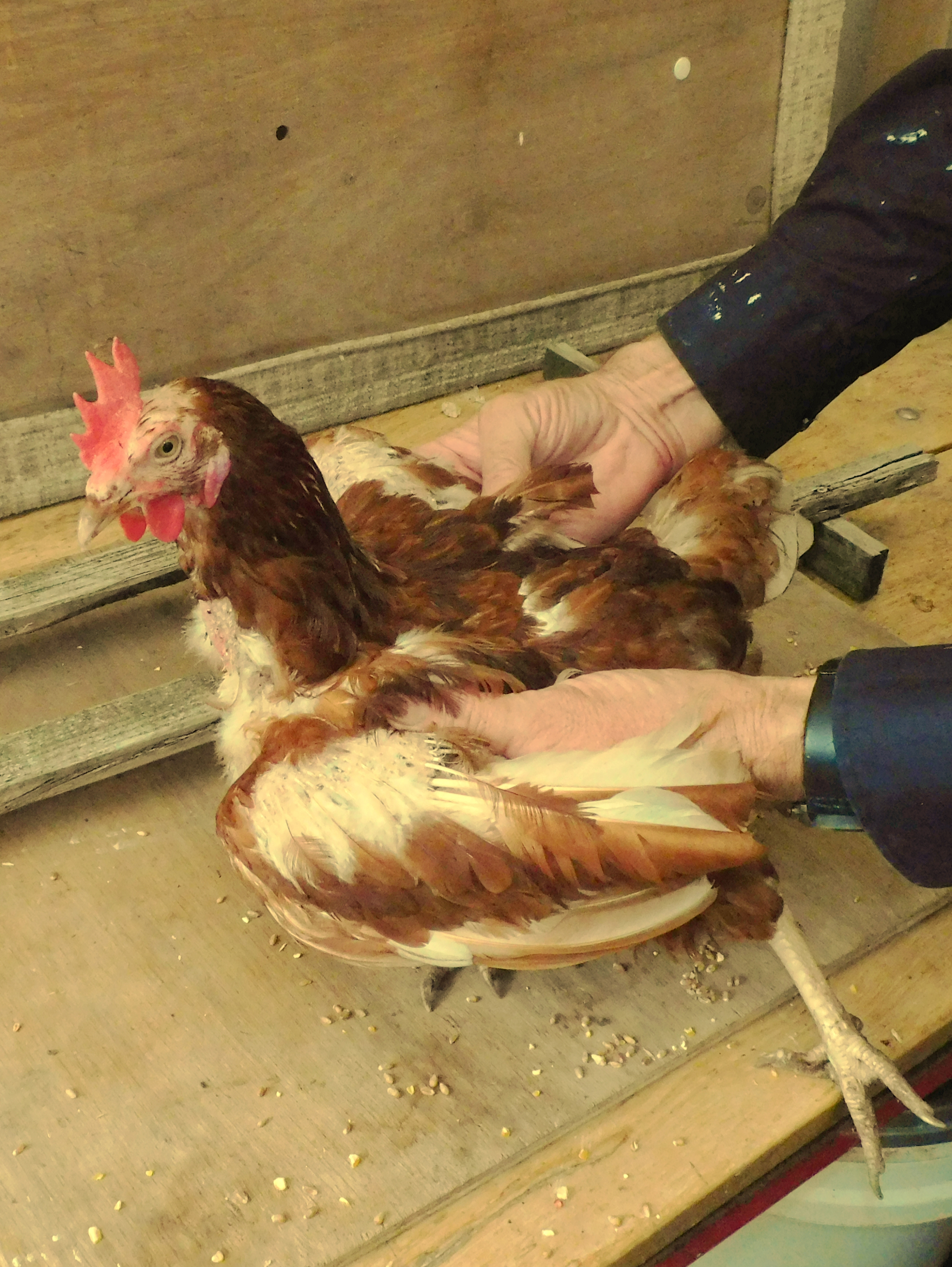
vleugels
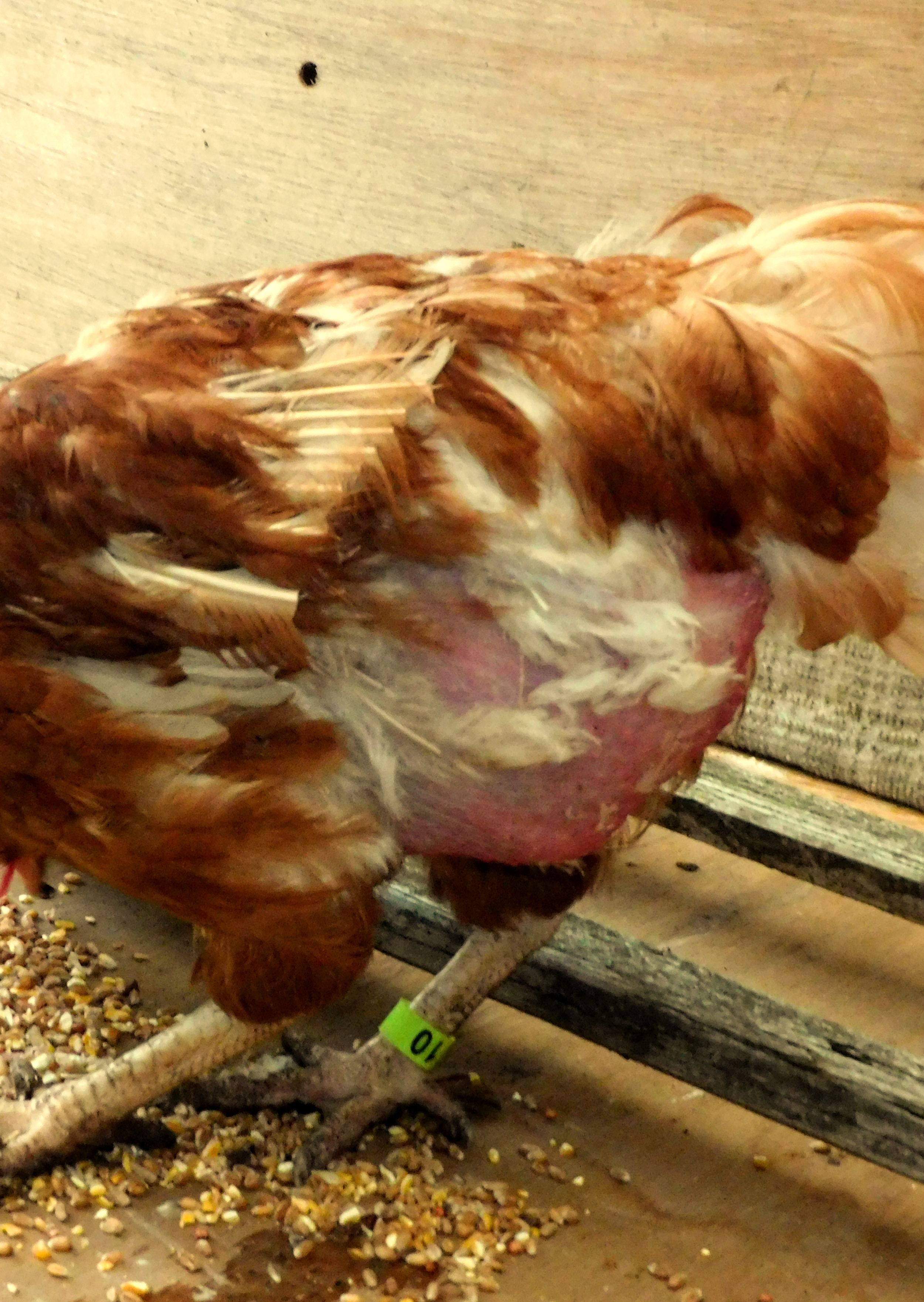
achterzijde
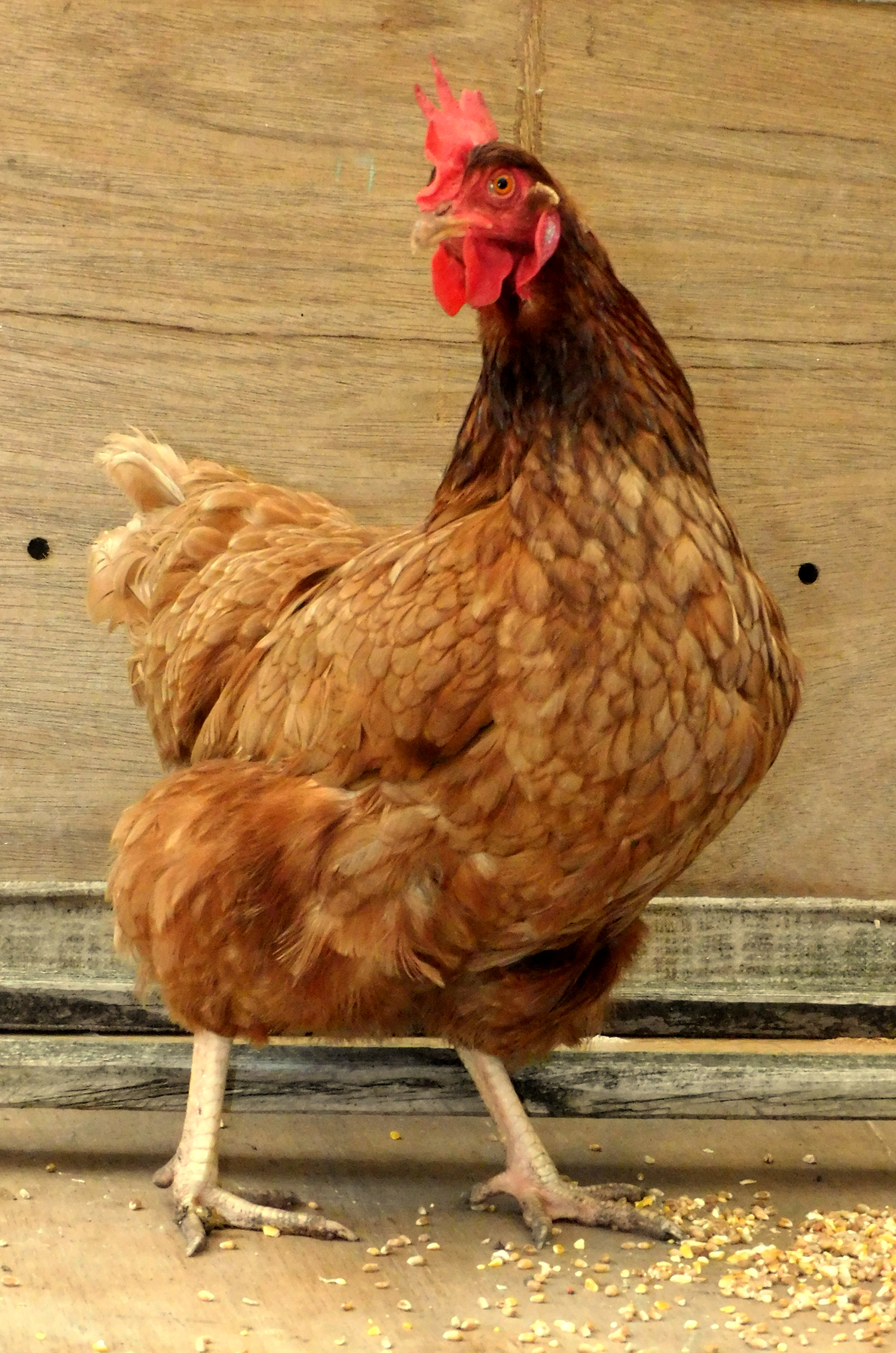
Kip uit scharrelkippenstal na tweemaal ruiperiode in vrije uitloop

## Huisvestingseisen vrije uitloop

Vrije uitloop: negen hennen per vierkante meter binnen en één per 4 m² buiten

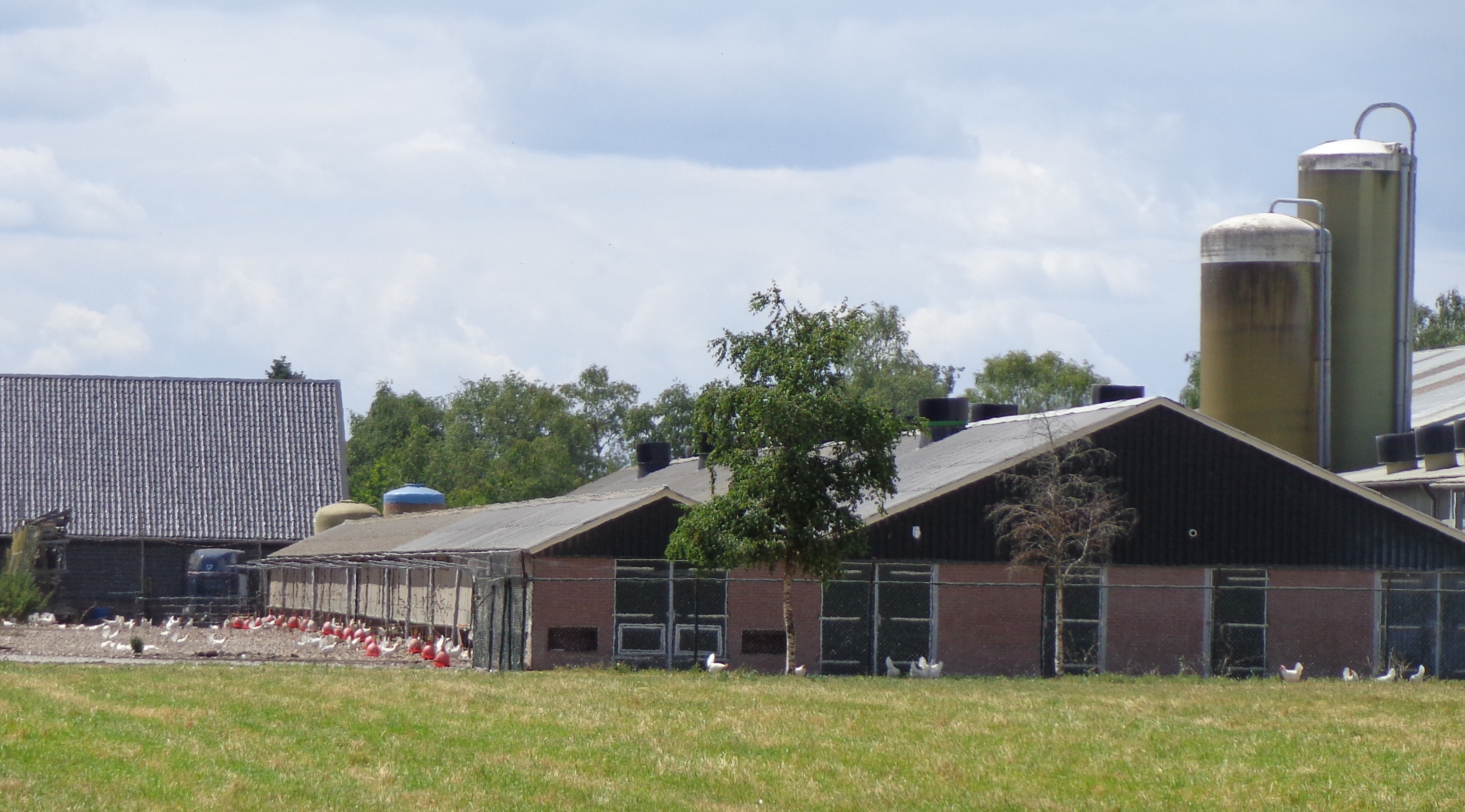
Kippenstal met vrije uitloop

Dezelfde eisen als bij scharrelstal met de volgende extra eisen:
- Vrije uitloop naar buiten
- Overdag een onbeperkte toegang tot een buitenverblijf
- Uitloopvlakte moet voor het grootste deel begroeid zijn
- Iedere kip moet in de buitenren minimaal 4 m² ter beschikking hebben.

## Scharrelei
Een ei gelegd door een scharrelkip wordt een scharrelei genoemd. De term scharrelei zegt iets over de huisvestingsmethode van de kip, het zegt niets over het voedsel dat de kip krijgt.
Scharreleieren zijn te herkennen aan het stempel "scharrelei" op het ei zelf en op het doosje. Het scharrelkeurmerk wordt toegekend en gecontroleerd door het Controlebureau Pluimvee, Eieren en Eiproducten (CPE). In Europa moet er sinds 2004 een eicode op het ei staan, bij een scharrelei moet het eerste getal van deze eicode een 2 zijn.
Er zijn gevallen bekend dat kooi-eieren als scharreleieren zijn verkocht. Kooi-eieren zijn te herkennen aan de typische sporen die vaak op het ei staan. Deze sporen worden veroorzaakt door het rollen van het ei over metalen roosters van de legbatterij. In juni 2013 werden Kamervragen gesteld over fraude met scharreleieren omdat een aantal pluimveehouderijen en directeuren van een eierboerderij hiervoor vervolgd werden.

## Broeikasgasemissies
In vergelijking met kooikippen produceren scharrelkippen minder eieren en hebben ze meer voer nodig, wat resulteert in een ongeveer 16% hogere ecologische voetafdruk per kilogram ei.